# Spalni glavobol
Spalni (ali hipnični) glavobol je redka oblika primarnega glavobola, ki se pojavlja izključno med spanjem. Tipično se začne po 50. letu starosti (povprečna starost, pri kateri se pojavi, je 63 ± 11 let) in je pogostejši pri ženskah.

## Simptomi
Običajno gre za zmeren, utripajoč, enostranski ali obojestranski glavobol, ki se pojavi med spanjem in bolnika prebudi. Praviloma nastopi nekaj ur po nastopu spanca in lahko traja 15 do 180 minut. Ne spremljajo ga slabost, občutljivost na svetlobo ali zvoke ter avtonomni simptomi. Pogosto se pojavljajo ob istem času ponoči, kar kaže na morebitno povezavo s cirkadianim ritmom, novejši izsledki raziskav s polisomnografijo pa povezujejo nastop spalnega glavobola z REM-fazo spanca.

## Diagnoza
Treba je izključiti druge glavobole, kot so glavobol zaradi apneje v spanju, nočne hipertenzije, hipoglikemije, pretirane uporabe zdravil ali intrakranialne bolezni. Za postavitev diagnoze se mora pojaviti v enem mesecu vsaj 15-krat.

## Vzrok
Ker se pogosto pojavljajo ob istem času ponoči, so morda povezani s cirkadianim ritmom, novejši izsledki raziskav s polisomnografijo pa povezujejo nastop spalnega glavobola z REM-fazo spanca. Zelo verjetno gre za moteno izločanje serotonina in melatonina.

## Zdravljenje
Litij je zdravilo izbire in je učinkovit pri večini bolnikov. Pri bolnikih, ki ne morejo uporabljati litija, ker ga na primer ne prenašajo, se lahko uporabi verapamil, indometacin, melatonin ali metisergid.